# 헤인즈-울프 플롯

헤인즈-울프 플롯

헤인즈-울프 플롯(영어: Hanes-Woolf plot)은 생화학에서 기질 농도 {\displaystyle a}({\displaystyle [S]})와 초기 반응 속도 {\displaystyle v}의 비를 {\displaystyle a}에 대해 플롯한 효소반응속도론을 그래프로 표현한 것이다. 헤인즈 플롯(영어: Hanes plot), {\displaystyle a}에 대한 {\displaystyle a/v}의 플롯(영어: plot of {\displaystyle a/v} against {\displaystyle a})이라고도 한다. 아래에 표시된 식은 미카엘리스-멘텐 식을 변형한 것을 기반으로 하고 있다.
{\displaystyle {a \over v}={a \over V}+{K_{\mathrm {m} } \over V}}
위의 식에서 {\displaystyle K_{\mathrm {m} }}은 미카엘리스 멘텐 상수, {\displaystyle V}는 제한 속도이다. 왜냐하면 수학적 의미에서 최대값이 아니기 때문이다.

## 같이 보기
- 효소반응속도론
- 미하엘리스-멘텐 속도론
- 라인위버-버크 플롯
- 이디-호프스티 다이어그램